# Genyornis
Genyornis is een geslacht van uitgestorven niet-vliegende vogels uit Australië. Dit dier behoort tot de familie Dromornithidae (dondervogels) uit de orde van de eendachtigen. Er is één soort, G. newtoni.
Genyornis was 2-2,5 meter hoog met een gewicht van 220-240 kilogram. Het voedingspatroon van de dondervogels is een punt van discussie. In het geval van Genyornis zijn er meerdere aanwijzingen voor een herbivoor dieet. Analyse van aminozuren in de eischalen ondersteunen een herbivore leefwijze en fossielen van Genyornis zijn in enkele afzettingen in grote aantallen gevonden, wat er ongewoon is voor grote roofdieren. 
Genyornis was een tijdgenoot van de Aboriginals en de vogel komt voor in grotschilderingen in Arnhem Land. Fossielen uit Cuddie Springs in New South Wales, met een ouderdom van 31.000 jaar de jongst bekende resten van een dondervogel, zijn samen gevonden met menselijke artefacten. Welke rol de mens heeft gespeeld in het uitsterven van Genyornis en de andere Australische megafauna is nog steeds een groot discussiepunt. Waarschijnlijk was er sprake van een combinatie van verschillende factoren, zoals bejaging door de mens en klimaatsveranderingen. Meerdere vrijwel complete skeletten van deze dondervogel werden in 1896 gevonden bij Lake Callabonna in South Australia. Behalve bij Cuddie Springs en Lake Callabonna zijn ook in andere delen van New South Wales, Victoria en South Australia fossielen van Genyornis gevonden, zoals in de Naracoorte Caves. Van Genyornis zijn enkele vrijwel complete eieren gevonden.
Van de fossiele vondsten uit 1896 was echter de kop zwaar beschadigd, zodat het lange tijd onzeker was, hoe die er had uitgezien. Pas in de jaren 2020 werd een redelijk gave kop gevonden en kon een reconstructie worden gemaakt. De vogel moet sterk hebben geleken op een gans.